# A/N Software
A/N Software Inc.は、アルゴノートゲームスと任天堂の合併会社として1991年1月に設立された企業である。アメリカ、ワシントン州レドモンドに本社を置いた。CEOはハワード・リンカーン。出資率はNintendo of America Inc.が100%。
スーパーファミコンで使用可能なスーパーFXチップの開発を行っていた。このチップは『スターフォックス』などに搭載されている。
スーパーファミコンの集客も落ちたことや、2004年にアルゴノートゲームスが倒産したことも重なって2005年12月に解散した。